# Cattedrale della Regina del Rosario (Haiphong)
La cattedrale della Regina del Rosario di Haiphong è la chiesa madre della diocesi di Haiphong in Vietnam.

## Storia

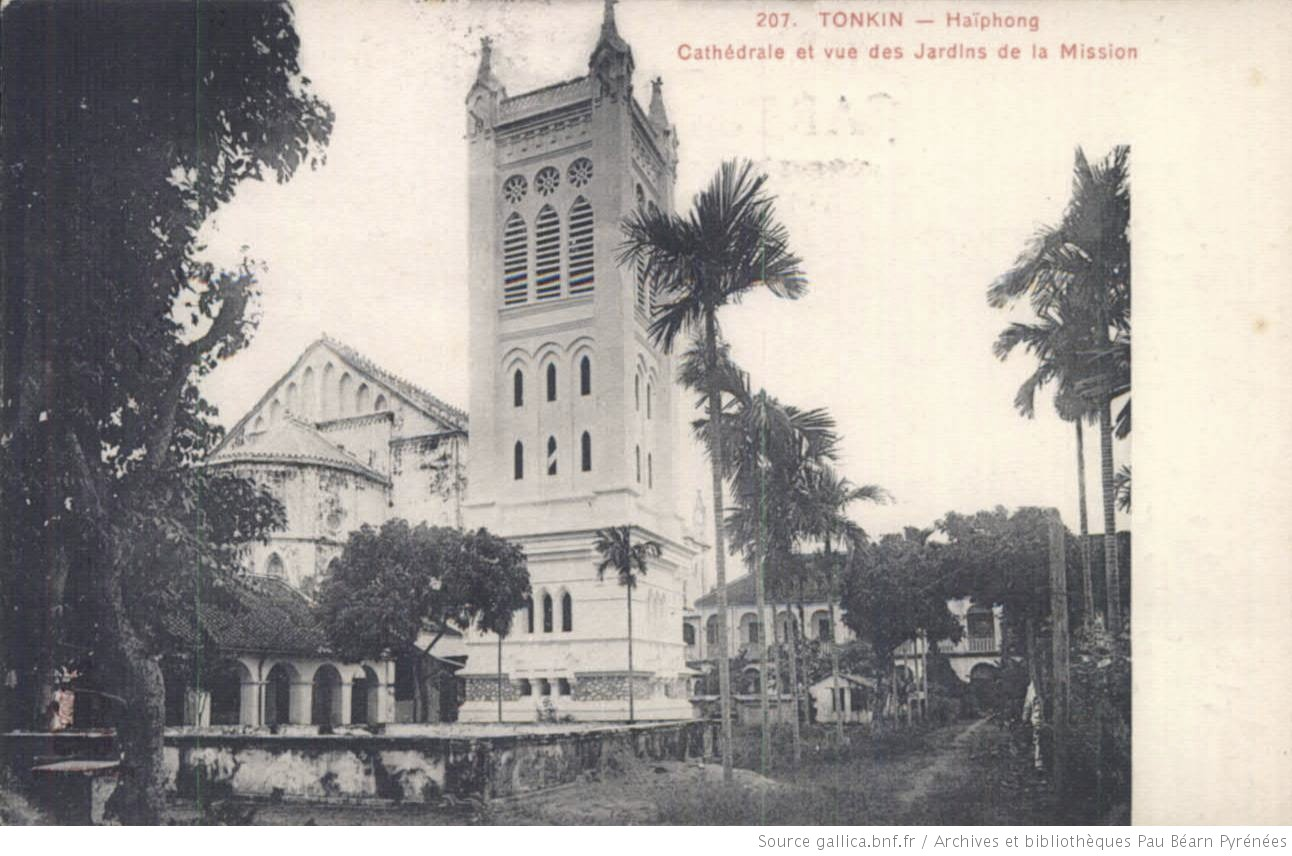
La cattedrale nel 1912

La cattedrale venne eretta alla fine del XIX secolo, all'epoca dell'Indocina francese. Dopo essere stata trascurata per diversi anni è stata restaurata nel 2010.